# میکی مانویلوویچ
میکی مانویلوویچ (انگلیسی: Miki Manojlović؛ زادهٔ ۵ آوریل ۱۹۵۰) یک هنرپیشه اهل صربستان است.
از فیلم‌ها یا برنامه‌های تلویزیونی که وی در آن نقش داشته است می‌توان به زیرزمین، گربه سیاه، گربه سفید، وقتی بابا رفته بود مأموریت، دوزخ، این را به من قول بده، لارگو وینچ و شیاطین سن پترزبورگ اشاره کرد.